# Pierre-Valéry Archassal
Pour les articles homonymes, voir Archassal.
Pierre-Valéry Archassal, né le 9 février 1963 à Paris XIe, est un généalogiste français.

## Biographie
Après des études à la faculté de médecine de Paris, Pierre-Valéry Archassal choisit de s'orienter vers l'histoire sociale, les nouvelles technologies et la communication.

## Paléographie
Élève du comte d'Arundel de Condé au début des années 1980, Pierre-Valéry Archassal enseigne à son tour la paléographie depuis 1994 auprès de plusieurs dépôts d'archives départementales, de la Bibliothèque généalogique et d’histoire sociale et dans le cadre des formations de La Revue française de généalogie.

## Franc-maçonnerie
Dans les années 1990, Pierre-Valéry Archassal s’attache à étudier l’histoire et les rites de la franc-maçonnerie et rédige plusieurs études replaçant dans un contexte historique les rapports de l’Ordre avec la population française (notamment Des maçons de la Creuse aux francs-maçons creusois). En 2003, il publie chez Flammarion un ABCdaire de la franc-maçonnerie sous le pseudonyme de Jean-Frédéric Daudin qui sera réédité plusieurs fois dont une version augmentée pour la Belgique en coécriture avec Jiri Pragman (2011).
Fin juin 2013, Pierre-Valéry Archassal publie aux éditions Hachette Être franc-maçon, ouvrage didactique qui se veut panorama de la franc-maçonnerie française au XXIe siècle.

## Publications
- Ces aïeux que je cherche, ouvrage collectif, Verso, 1981  (ISBN 978-2903870232) — réédité en 1988
- L'Abbaye cistercienne de Prébenoît, Éditions de l'abbaye de Prébenoît, 1995
- ABCdaire de la Généalogie, Flammarion, 2000  (ISBN 978-2080126863)
- La Généalogie, Flammarion, coll. « Dominos », 2001  (ISBN 978-2080357328)
- S'initier à la généalogie sur Internet, CampusPress, 2001  (ISBN 978-2744013768)
- Généalogie sur Internet, CampusPress 2002  (ISBN 978-2744011641)
- Mémento de paléographie généalogique, Brocéliande, 2002  (ISBN 978-2950879820)
- Informatique, Internet & Généalogie, Martin Média, 2002  (ISSN 0222-6782) — ouvrage réédité chaque année
- ABCdaire de la Franc-maçonnerie, Flammarion, 2000  (ISBN 978-2080126542)
- La Généalogie, mode d'emploi, J'ai Lu / Librio, 2003  (ISBN 978-2290335673)
- La Généalogie, ouvrage collectif, Autrement, 2003  (ISBN 978-2746703780)
- Généalogie : une passion moderne, Bourin Éditeur, 2006  (ISBN 978-2849410318)
- Généalogie d'aujourd'hui, Hachette, 2008  (ISBN 978-2012372184)
- Le Grand Livre de la maternité, ouvrage collectif, Hachette 2013  (ISBN 978-2012312258)
- Être franc-maçon, Hachette, 2013  (ISBN 978-2012309418)
- Le Dictionnaire des prénoms 2016, Hachette, 2016  (ISBN 978-2013964524)

## Pour approfondir